# Illustrierte Aeronautische Mitteilungen
Illustrierte Aeronautische Mitteilungen war eine deutsche „Fachzeitschrift für alle Interessen der Flugtechnik mit ihren Hilfswissenschaften, für aeronautische Industrie und Unternehmungen“, die von 1898 bis 1909 unter diesem Namen erschien. Für die herausgebenden Vereine und Verbände war es ihr amtliches Organ.

## Geschichte

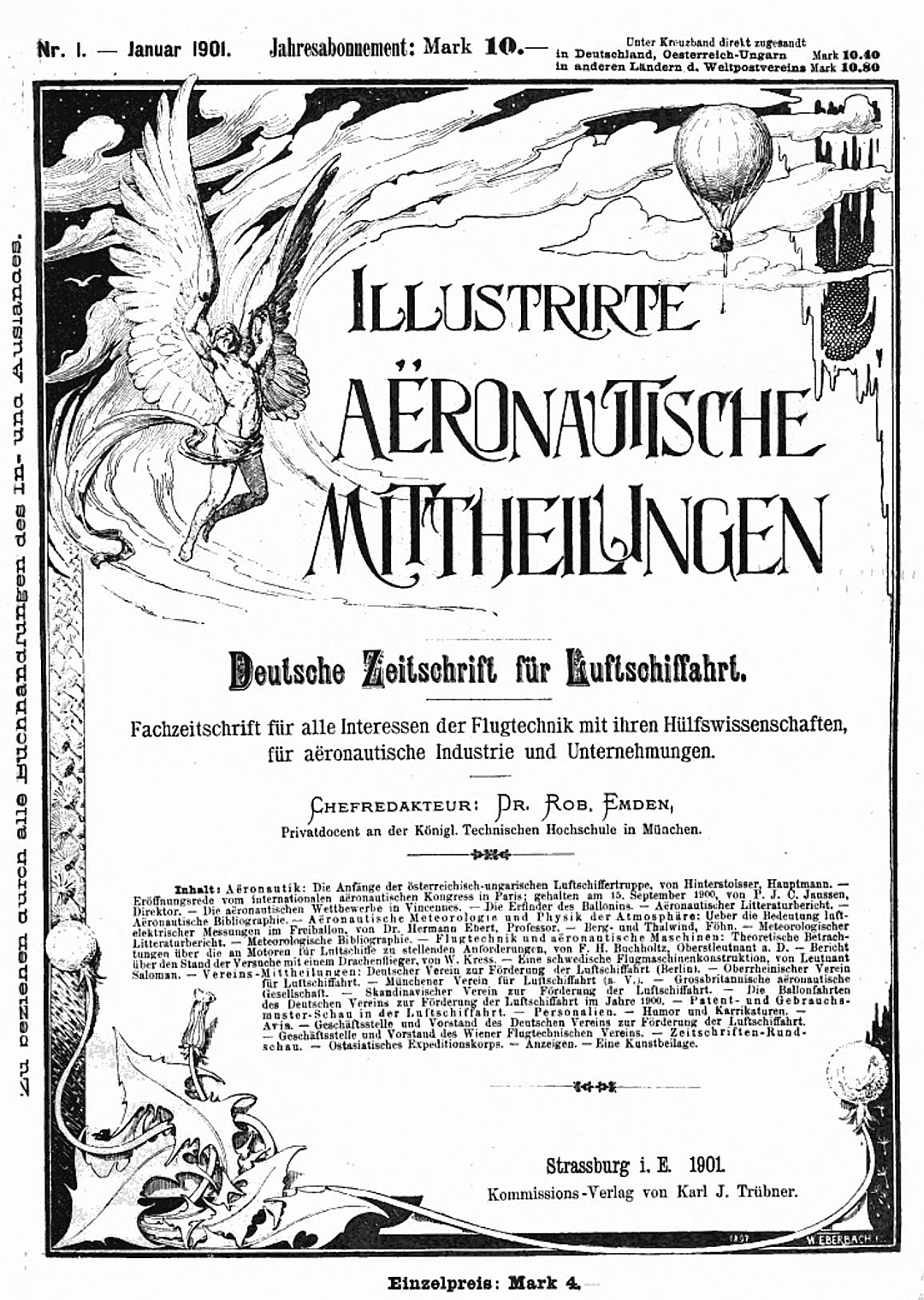
Titelseite „Illustrirte Aëronautische Mittheilungen“ von 1901

Nach dem ersten Jahr 1897 unter dem Titel Illustrirte Mittheilungen des Oberrheinischen Vereins für Luftschiff-Fahrt erschien die von Hermann Moedebeck begründete Zeitschrift in den Folgejahren bis 1903 als Illustrirte aeronautische Mittheilungen und bis 1909 dann als Illustrierte Aeronautische Mitteilungen. Herausgeber des anfangs in Straßburg bei Trübner, später in Berlin bei Dr. Braunberg & Gutenberg erschienenen Blattes waren die Körperschaften Münchener und Oberrheinischer Verein für Luftschiffahrt, später Oberrheinischer Verein für Luftschiffahrt mit den beteiligten Körperschaften Deutscher Luftschiffer-Verband, Münchener Verein für Luftschiffahrt und Wiener Flugtechnischer Verein. Der Untertitel des anfangs monatlich, später 14-täglich erschienenen Periodikums lautete teils Deutsche Zeitschrift für Luftschiffahrt. Amtliches Organ des Deutschen Luftschiffer-Verbandes. Halbmonatshefte für alle Interessen der Flugtechnik mit ihren Hilfswissenschaften, für aeronautische Industrie und Unternehmungen.
Ab 1900 nahm der Verein zur Förderung der Luftschifffahrt die Zeitschrift als Vereinsorgan an, die dann mit dem Untertitel „Deutsche Zeitschrift für Luftschiffahrt“ erschien. 
1910 wechselte der Name in „Deutsche Zeitschrift für Luftschiffahrt“, die dann von 1912 bis 1919 als Deutsche Luftfahrer-Zeitschrift. Amtsblatt des Deutschen Luftfahrer-Verbandes. Offizielles Organ der Abteilung der Flugzeug-Industriellen im Verein Deutscher Motorfahrzeug-Industrieller titelte. Diese ging auf in der schon zuvor ab 1913 bei Klasing in Berlin bis 1929 erschienenen Luftfahrt. Blätter für Flugwesen, Motor-Luftschiffahrt und Freiballonsport.
Ab dem 34. Jahrgang titelte das dann im Verlag für Deutsches Flugwesen erschienene Blatt als Deutsche Luftfahrt. Zeitschrift für Luftfahrt-Industrie und Luftverkehr, um zur Zeit des Nationalsozialismus ab 1933 unter neuem Titel und neuer Jahrgangszählung als Deutsche Flughäfen. Zeitschrift zur Förderung des Luftverkehrs und der damit verbundenen Industrie zur Anlage von Flughäfen fortgesetzt zu werden.